# Протокол маршрутизации
Протокол маршрутизации — сетевой протокол, используемый маршрутизаторами для определения возможных маршрутов следования данных в составной компьютерной сети. Применение протокола маршрутизации позволяет избежать ручного ввода всех допустимых маршрутов, что, в свою очередь, снижает количество ошибок, обеспечивает согласованность действий всех маршрутизаторов в сети и облегчает труд администраторов. В зависимости от алгоритма маршрутизации протоколы делятся на два вида:
- дистанционно-векторные протоколы (основаны на алгоритме DVA — англ. distance vector algorithm);
- протоколы состояния каналов связи (основаны на алгоритме LSA — англ. link state algorithm).

По области применения выделяют протоколы:
- для междоменной маршрутизации;
- для внутридоменной маршрутизации.

### Дистанционно-векторные протоколы
- RIP — англ. routing information protocol;
- IGRP — англ. interior gateway routing protocol (лицензированный протокол фирмы «Cisco Systems»);
- BGP — англ. border gateway protocol;
- EIGRP — англ. enhanced interior gateway routing protocol (на самом деле этот протокол гибридный — объединяет свойства дистанционно-векторных протоколов и протоколов состояния каналов связи); лицензированный протокол фирмы «Cisco Systems»);
- AODV — англ. ad hoc on-demand distance vector.

### Протоколы состояния каналов связи
- IS-IS — англ. intermediate system to intermediate system (стек OSI);
- OSPF — англ. open shortest path first;
- NLSP — англ. NetWare link-services protocol (стек Novell);
- HSRP — англ. hot standby router/redundancy protocol (протокол резервирования шлюза в сетях Ethernet);
- CARP — англ. common address redundancy protocol (протокол резервирования шлюза в сетях Ethernet);
- OLSR — англ. optimized link-state routing;
- TBRPF — англ. topology dissemination based on reverse-path forwarding.

### Протоколы междоменной маршрутизации
- EGP — англ. exterior gateway protocol;
- BGP — англ. border gateway protocol;
- IDRP — англ. inter-domain routing protocol;
- IS-IS level 3 — англ. intermediate system to intermediate system level 3.

### Протоколы внутридоменной маршрутизации
- RIP — англ. routing information protocol;
- IS-IS level 1-2 — англ. intermediate system to intermediate system level 1‑2;
- OSPF — англ. open shortest path first;
- IGRP — англ. interior gateway routing protocol;
- EIGRP — англ. enhanced interior gateway routing protocol;
- DVMRP — англ. distance vector multicast routing protocol.